# Gaelic Athletic Association

Hrabstwa biorące udział w All-Ireland Senior Football Championship (żółty), All-Ireland Senior Hurling Championship (niebieski) lub (zielony), jednak prawie wszystkie hrabstwa biorą udział zarówno w National Football League i National League Hurling

Gaelic Athletic Association (skrót ang. GAA; irl. Cumann Lúthchleas Gael, wym. [ˈkʊmˠən̪ˠ ˈl̪ˠuh.xlʲæsˠ ɡeːl̪ˠ], skrót CLG; w wolnym tłumaczeniu „Gaelicki Związek Sportowy”) – irlandzka i międzynarodowa organizacja sportowa i kulturalna z siedzibą w Dublinie na Croke Park.
GAA założona została 1 listopada 1884 roku. Zajmuje się promowaniem sportów gaelickich, głównie: hurlingu, camogie, a także futbolu gaelickiego, gaelic handball oraz rounders. Żeński futbol gaelicki zarządzany jest przez Ladies’ Gaelic Football Association (irl. Cumann Peil na mBan) a camogie przez Camogie Association (irl. An Cumann Camógaíochta), a handball przez GAA Handball Ireland (irl. Liathróid Láimhe C.L.G. na hÉireann). Organizacje te ściśle ze sobą współpracują. GAA wspiera także język irlandzki, muzykę oraz taniec. Zrzesza ponad 2 600 klubów z całego świata i posiada ponad milion członków.
Aktualnym prezydentem organizacji jest Liam O’Neill.